# Spec Ops: The Line
Spec Ops: The Line este un joc video de tip third-person shooter, dezvoltat de studioul german Yager Development și publicat de 2K Games. A fost lansat pe 26 iunie 2012 în America de Nord și pe 29 iunie 2012 la nivel internațional, pentru platformele Microsoft Windows, Xbox 360 și PlayStation 3. A fost portat pentru OS X și Linux în 2013 și, respectiv, 2015. Este cel de-al unsprezecelea joc, reboot al seriei Spec Ops și primul joc de la Spec Ops: Airborne Commando (2002) încoace. Motorul grafic al jocului este Unreal Engine 3.
Jucătorul îl controlează pe căpitanul Martin Walker, trimis într-un Dubai post-apocaliptic împreună cu o echipă Delta Force de elită într-o misiune de recunoaștere. Pe parcursul jocului, Walker are halucinații și observă ororile războiului. În joc, jucătorii se pot ascunde, pot sări peste obstacole și îi pot împușca pe inamici cu o varietate de arme. Nisipul este un element important al gameplay-ului, deoarece poate fi manipulat pentru a învinge inamicii. Pe parcursul jocului, jucătorului i se va cere să ia decizii, unele fiind imorale. Un mod multiplayer, dezvoltat de Darkside Game Studios, este inclus în joc, permițându-le jucătorilor să participe atât în misiuni co-operative, cât și competitive.
Yager a început dezvoltarea jocului în 2007. Echipa s-a inspirat din mai multe surse, inclusiv din nuvela Inima întunericului și filmul Apocalypse Now pentru cadrul și povestea jocului. Jocul a fost proiectat a fi solicitant din punct de vedere moral, pentru ca jucătorii să se întrebe dacă războiul într-un joc video este sau nu distractiv. Jocul a suferit multiple amânări, iar echipa a folosit acele perioade de timp pentru a finisa jocul și a crește ritmul gameplay-ului. Coloana sonoră a jocului a fost compusă de Elia Cmíral. 
Spec Ops: The Line a primit recenzii pozitive din partea criticilor. Ei au lăudat narațiunea și temele abordate, dar au criticat modul multiplayer și gameplay-ul third person. Spec Ops: The Line a fost un eșec comercial și nu a reușit să atragă atenția pe care distribuitorul Take-Two Interactive o dorea, cu toate că a avut multiple nominalizări la categoria Jocul Anului. Yager a declarat că nu va exista o continuare a jocului. Jocul a fost interzis în Emiratele Arabe Unite din cauza descrierii Dubaiului ca o ruină.

## Gameplay

În anumite momente din joc, nisipul poate fi folosit pentru a omorî inamici.

Spec Ops: The Line este un shooter third-person, cu elemente de lucru în echipă și tactică. Diferite arme noi și echipamente devin disponibile pentru jucător pe măsură ce el avansează, unele fiind de la inamicii omorâți. Acestea includ diferite puști, pistoale, mitraliere, unele putând fi folosite normal sau foc-cu-foc; se poate atașa și un amortizor sau o lunetă; precum și grenade sau aruncătoare de grenade. Cu toate acestea, jucătorul poate căra doar două arme în același timp. Depozite cu muniție pot fi găsite în diferite momente ale jocului, permițându-i jucătorului să își reumple muniția și grenadele. De câte ori jucătorul își împușcă adversarul în cap, jocul se mișcă cu încetinitorul pentru o perioadă scurtă de timp. Jucătorul se poate lupta cu inamicii și de aproape. Inamicii pe moarte pot fi executați, acțiune prin care i se acordă jucătorului muniție adițională. Dacă jucătorul se va ascunde, nu va fi lovit și va avea abilitatea de a trage orbește sau de a se înclina pentru a trage în inamici.
În timp ce jucătorii își vor asuma rolul lui Walker pe parcursul jocului, ei le pot da comenzi sergentului Lugo și locotenentului Adams, care îl acompaniază pe jucător pe aproape tot parcursul jocului. Comenzile includ concentrarea pe o anumită țintă sau ordonarea unui coechipier să acorde ajutor medical unui alt coechipier rănit. Adams poate înfrânge inamicii prin gadgeturi puternice și grenade, în timp ce Lugo are abilități de lunetist. Deoarece jocul are loc în Dubai, nisipul devine unul dintre elementele de gameplay ale jocului. Jucătorii pot manevra nisipul în anumite momente ale jocului, putând cauza o avalanșă pentru a-i îngropa de vii pe inamici. Când o grenadă explodează pe nisip, se formează un praf care îi poate orbi pe inamici. Pe lângă asta, nisipul deschide și noi căi pentru ca jucătorii să avanseze. Pericole naturale precum furtunile de nisip pot avea loc ocazional, scăzând drastic vizibilitatea jucătorilor.
Jucătorul trebuie să facă alegeri importante în anumite momente ale jocului, inclusiv alegeri care vor determina soarta unor civili sau soldați. Aceste decizii afectează relația dintre Walker și tovarășii săi, iar aceștia vor reacționa diferit. Jocul conține câteva efecte subtile după ce echipa își pierde judecata: Walker are halucinații vizuale și auditive, execuțiile inamicilor devin mai violente, iar echipa sa începe să pună la îndoială ordinele primite. Similar, sfaturile care apar atunci când jocul se încarcă sunt, la început, ajutătoare, după care devin ostile, iar, uneori, trec de cel de-al patrulea perete și i se adresează direct jucătorului. Jocul conține diferite lucruri ce pot fi colectate, cunoscute ca Intel, care le furnizează jucătorilor informații adiționale despre povestea jocului.

### Multiplayer
Spec Ops: The Line conține atât un mod multiplayer cooperativ, cât și unul competitiv. Având loc înaintea evenimentelor din campanie, modul multiplayer competitiv împarte jucătorii în două echipe diferite: „The Exiles” (Exilații) și „The Damned” (Blestemații). Amândouă echipe au abilități diferite. Sunt disponibile șase clase de ales pentru jucători: Gunner, Medic, Scavenger, Breacher, Sniper și Officer. Fiecare are propriile îmbunătățiri și avantaje. Pericole naturale precum furtunile de nisip pot avea loc și într-un meci multiplayer. Modurile multiplayer incluse în joc sunt:
- Chaos: Un mod simplu, în care jucătorii trebuie să-i elimine pe ceilalți jucători.
- Mutiny: Un mod de echipă, în care o echipă trebuie să o elimine pe cealaltă.
- Rally Point: Un meci de genul „Regele dealului”, în care jucătorii trebuie să protejeze un loc și să acumuleze puncte pentru echipa lor.
- Uplink: Amândouă echipe trebuie să protejeze un loc și să dezactiveze stația de comunicare a echipei adverse pentru a o împiedica să câștige puncte.
- Attrition: În Attrition, jucătorii se luptă în trei runde eliminatorii, cu o singură viață pe rundă și fără posibilitatea de a reveni în joc până la sfârșitul rundei.
- Buried: O echipă trebuie să distrugă „Punctele Vitale” ale echipei adverse, care vor dezvălui o țintă VIP. După aceea, echipa va trebui să elimine această țintă pentru a câștiga meciul.

Un mod cooperativ a fost adăugat jocului după lansare. Suportă doi jucători și conține patru misiuni. Jucătorii trebuie să înfrângă valuri de inamici și să completeze o serie de obiective. Similar modului multiplayer competitiv, modul cooperativ este un prequel al campaniei principale.

## Sinopsis

### Cadrul
Cu șase luni înainte ca acțiunea jocului să înceapă, cea mai dură serie de furtuni de nisip din toate timpurile a început în Dubai, Emiratele Arabe Unite (EAU). Politicieni și bogătașii din Dubai au evacuat zona în secret, lăsând nenumărați arabi și muncitori în urmă. Colonelul John Konrad (dublat de Bruce Boxleitner), comandant decorat, dar care suferă de stres post-traumatic, al batalionului 33 de infanterie din cadrul Armatei Statelor Unite ale Americii, numit și „Batalionul blestemat”, se întorcea din Afghanistan acasă, împreună cu echipa sa, când a început furtuna. Konrad a rămas cu batalionul 33 pentru a ajuta, după care a dezertat, împreună cu toată unitatea, atunci când i s-a ordonat să abandoneze orașul și refugiații. Pe măsură ce furtuna s-a întețit, un val masiv de nisip, ce se întindea pe kilometri întregi, a înconjurat Dubaiul și a întrerupt comunicațiile, zborurile, dar nu și cele mai puternice transmisii radio. Batalionul 33 a instaurat legea marțială și a încercat să mențină ordinea și disciplina printre revolte, vânturi de 128 km/h și resurse limitate. Unii dintre membrii batalionului 33 au încercat să organizeze o lovitură de stat împotriva lui Konrad, dar au eșuat și au fost exilați. CIA a trimis apoi o unitate black ops pentru a investiga. Ultimul comunicat din Dubai spunea că batalionul 33 încerca să conducă o caravană afară din oraș. Caravana nu a mai ajuns la destinație, iar, imediat după aceea, EAU a declarat Dubaiul ținut al nimănui. Toate căile de acces în oraș au fost închise, batalionul 33 a fost dezis de trădare și nicio știre nu a mai părăsit orașul.
Cu două săptămâni înainte ca acțiunea jocului să înceapă, o transmisie radio este recepționată în afara orașului. Mesajul a fost scurt: „Acesta este colonelul John Konrad, Armata Statelor Unite. Încercările întreprinse de a părăsi Dubaiul au eșuat. Numărul morților: prea mare.” Statele Unite au decis să trimită trei oameni dintr-o echipă Delta Force într-o misiune de recunoaștere. Echipa, ce este formată din căpitanul Martin Walker (Nolan North), locotenent Alphanso Adams (Christopher Reid) și sergentul John Lugo (Omid Abtahi), a fost trimisă pentru a confirma starea lui Konrad și a supraviețuitorilor, după care să radiotelefoneze pentru extracție.

### Povestea
Jocul începe in medias res cu Walker, Adams și Lugo, ce zboară pe lângă zgârie-norii din Dubai pe jumătate distrus. Alte elicoptere îi urmăresc, iar Walker încearcă să scape de ele cu ajutorul mitralierei elicopterului. Cu toate acestea, o furtună de nisip începută subit face ca elicopterul să se prăbușească în deșert. Povestea se întoarce la început. Walker, Adams și Lugo traversează zidul de nisip al Dubaiului pe jos, și sunt tachinați de Radioman (Jake Busey), un fost jurnalist, acum DJ, care vorbește în locul celor din 33. După ce dau peste refugiați, Walker alege să nu respecte ordinele primite și să-l găsească pe Konrad.
Echipa află de un agent CIA, Daniels, care a fost capturat de cei din 33. Încercând să-l salveze pe Daniels, ei descoperă că Daniels este mort, iar aceasta era o capcană pentru un alt agent CIA, Gould. Gould ajută echipa să scape, dar este mai târziu capturat și omorât, în timpul ce asaltau o locație numită Poarta. Ajungând la Poartă, echipa folosește fosfor alb pentru a-i ataca pe cei din 33. Echipa realizează mai târziu că cei din 33 adăposteau civili acolo, iar acest atac a omorât 47 de civili. Walker îi blamează pe cei din 33 pentru masacru și jură răzbunare împotriva lor.
Walker găsește un radio de buzunar, prin care Konrad începe să chestioneze acțiunile lui Walker. Imediat după aceea, Konrad îl forțează pe Walker să aleagă dintre a se executa un supraviețuitor arab sau un soldat din 33, amândoi dintre ei comițând crime grave în trecut. Ulterior, Delta îl găsește pe agentul CIA Jeff Riggs, care conduce un atac asupra ultimului furnizor de apă al orașului. Aflând că prin distrugerea acestuia, operațiunile celor din 33 vor fi încetinite, echipa îl ajută pe Riggs. Cu toate acestea, Riggs distruge rezervele de apă și dezvăluie că el a vrut să elimine și populația rămasă din Dubai pentru ca nimeni să nu afle de atrocitățile celor din 33.
În acest moment, întregul oraș va începe să moară din cauza deshidratării. Membrii echipei se îndreaptă spre clădirea radio pentru a-l reduce la tăcere pe Radioman. După ce Radioman este împușcat mortal de Lugo, Walker anunță orașul de evacuare prin radio. Adams se urcă la bordul unui elicopter Black Hawk, pentru a părăsi clădirea, iar Walker distruge turnul radio, ceea ce duce la secvența cu elicopterul de la începutul jocului (pe care Walker pare că și-o amintește). După prăbușire, Walker se trezește în mijlocul deșertului și se reunește cu Adams, dar Lugo este găsit spânzurat de un grup de civili. Walker și Adams se îndreaptă spre Burj Khalifa pentru a-l confrunta pe Konrad, dar cei doi sunt înconjurați de oamenii lui Konrad. Walker este împins spre siguranță de către Adams, iar el intră într-o luptă până la moarte. Walker intră în turn, unde cei rămași din 33 i se predau.
Walker se întâlnește într-un final cu Konrad în apartamentul său. Konrad pare să fie omul paranoic și carismatic pe care Walker dorea să-l întâlnească, dar Walker îi găsește mai târziu cadavrul în descompunere pe balcon. Walker află că Konrad s-a sinucis după încercarea eșuată de evacuare, și că Konrad-ul cu care Walker a vorbit era de fapt o halucinație traumatică pe care Walker a creat-o pentru a-și păstra 'judecata' după incidentul cu fosforul alb, Realizând acțiunile pe care le-a întrperins, Walker a distorsionat multe dintre evenimentele ulterioare ale jocului pentru a-l face pe Konrad să pară personajul negativ. După această revelație, 'Konrad' îl amenință pe Walker cu pistolul și îi ordonă să spună cine este vinovat pentru evenimentele din Dubai, sau va trage.

#### Deznodăminte
The Line are patru deznodăminte posibile. Dacă Walker îi permite lui Konrad să-l împuște sau să se sinucidă, jocul se termină cu cadavrul lui Walker lângă cel al lui Konrad și cu transmisiunea inițială a lui Konrad ce este redată pe fundalul unui Dubai în flăcări. Dacă Walker îl împușcă pe 'Konrad', el dispare după ce îi spune lui Walker că încă se poate întoarce acasă după tot ceea ce a făcut. După ce sunt arătate rămășițele celor din 33, care au fost și ele parte din imaginația lui Walker. Walker folosește radioul lui Konrad pentru a cere evacuare din Dubai. 
Epilogul post-credite arată un convoi de soldați care localizează un Walker traumatizat, stând lângă Burj Khalifa, purtând uniforma lui Konrad și lustruind un AA-12. Jucătorul poate lăsa arma jos sau poate deschide focul. Dacă Walker lasă arma joc, el este evacuat de convoi, și are o conversație halucinantă cu unul dintre soldați. Dacă Walker este omorât, el este arătat cum moare într-o baltă de sânge și cum își amintește o conversație dintre el și Konrad din timpul Războiului din Afghanistan, unde îi spune cum ar fi dacă s-ar întoarce acasă, la care Konrad îi răspunde că soldații "trebuie să facă ce este necesar" și după să moară. Dacă Walker deschide focul și omoară tot convoiul, el va folosi radioul convoiului pentru a transmite, „Domnilor, bun venit în Dubai”, care este unul dintre primele lucruri pe care Walker le-a spus echipei sale, precum și unul dintre primele lucruri pe care 'Konrad' i le-a spus lui Walker. Walker se întoarce apoi la Burj Khalifa, iar camera arată un unghi larg cu orașul distrus.

## Dezvoltare

### Context
După lansarea câtorva jocuri Spec Ops la sfârșitul anilor '90 și începutul anilor 2000, seria a înregistrat vânzări scăzute și a fost primită cu recenzii negative, ceea ce a dus la oprirea seriei. În 2003, Take-Two a menționat în rapoartele financiare că Rockstar Games lucra la serie, dar în 2004 proiectul a fost anulat. A fost anunțat mai târziu că Rockstar Vancouver era dezvoltatorul jocului anulat, iar solistul Josh Homme de la formația Queens of the Stone Age urma să compună coloana sonoră a jocului.
Între 2005 și 2009, seria a rămas pe loc, drepturile aparținând lui Take-Two Interactive. În 2006, studioul german Yager Development i-a prezentat editorului 2K Games un concept de shooter. 2K a respins varianta inițială, care conținea soldați din viitor și nu avea Dubaiul ca și cadru, și le-a oferit șansa de a reîncepe seria Spec Ops, promițându-le că vor avea parte de multă libertate creativă. Dezvoltarea jocului a început în 2007, mare parte din elementele inițiale ale jocului rămânând intacte. Cu toate că jocul face parte din seria Spec Ops, echipa a evitat intenționat să folosească elementele existente ale seriei și a ales să vină cu idei noi.

### Realizarea poveștii
Jocul s-a inspirat din mai multe surse. Povestea s-a bazat pe nuvela Inima întunericului (1899), care relatează schimbările unei persoane în vremuri de haos. Relația dintre Walker și echipa sa a fost inspirată din miniseria Generation Kill (2008) a celor de la HBO, iar experiența post-traumatică suferită de Walker a fost inspirată din filmul Scara lui Iacob (1990). Povestea Turnului Babel a fost și ea o inspirație pentru joc. Inițial, povestea urma să fie scrisă de câțiva scriitori germani, dar aceștia au fost înlocuiți mai târziu de scriitori americani, Richard Pearsey, care a lucrat anterior la jocul video Section 8 (2009), al celor de la TimeGate Studios, și Walt Williams, care a lucrat anterior la alte proiecte 2K, inclusiv BioShock 2 și Mafia II, Yager crezând că doi scriitori americani sunt mai capabili să înțeleagă subtilitățile limbii. Unul dintre obiectivele principale ale jocului a fost să conțină violență, dar echipa a dorit și să nu fie prea violent. Acest lucru a făcut echipa să se concentreze mai mult pe poveste, pentru ca jucătorii să fie motivați să facă lucrurile respective. Conform lui Williams, scrierea poveștii jocului a devenit inconfortabilă și dură pentru el pe parcurs, din cauza temelor întunecate ale jocului.
Jocul a fost proiectat a fi un third-person shooter pentru ca jucătorii să vadă schimbările și „evoluțiile” celor trei personaje pe parcursul jocului și ca să se diferențieze față de alte shootere de pe piață. Conform lui Williams, jocul a fost intenționat să conțină gameplay narativ, în care jocul trebuie să fie jucat fără cutscene-uri și ca întreaga poveste să fie relatată numai prin secvențe de gameplay. Cu toate acestea, idea a fost abandonată, echipa crezând că folosirea cutscene-urilor ajută jucătorii să fie mai conectați emoțional și pentru a avea secvențe mai dramatice.
Cu toate că protagonistul Martin Walker a fost proiectat pentru a fi cât mai simplu posibil, pentru ca jucătorii să se asemene cu personajul, echipa i-a adăugat puțină personalitate, exprimată prin limbajul corpului și reacțiile avute în timpul bătăliile prezentate în joc, pentru ca să apară emotiv jucătorilor și ca să-i facă pe aceștia să-i împărtășească aceste emoții. Echipa lui Walker a fost proiectată pentru a fi arhetipul personajelor obișnuite, pentru a face loc dezvoltării acestora. Transformarea mentalității echipei este un punct de cotitură important în joc. Schimbarea hainelor curate în murdare și reacția lor împotriva celorlalți ajută la construirea poveștii. Conform lui Williams, ei au sperat ca jucătorii să înceapă jocul fără așteptări prea mari sau că îl vor considera doar un alt shooter de război obișnuit, și, atunci când vor observa transformarea personajelor, ei vor fi șocați de povestea jocului și vor fi „prinși de întuneric”. Pentru a face procesul de transformare să pară clar, echipa a considerat că este necesar să dezvăluie personalitatea personajelor la începutul jocului, pentru a crea un contrast puternic. Gameplay-ul are și el un rol important și este legat de povestea jocului, jucătorii putând alege dacă să execute sau nu inamici, în acest fel reflectându-se brutalitatea și ororile războiului.
Invităm jucătorul să experimenteze unele dintre cele mai groaznice experiențe auzite de la soldați și poveștile conflictelor moderne. Acestea nu sunt cazuri fericite sau eroice, dar noi credem că sunt importante, deoarece ne fac să punem la îndoială stilul nostru de viață, stilul de a gândi. Credem că este foarte important să tratăm temele cu grijă și să le folosim ca un mijloc emoțional în povestea noastră. 
Conform lui Williams, el a crezut că mare parte dintre jocurile de pe piață nu au reușit să creeze o reprezentare corectă a experienței războiului sau a schimbării psihologice pe care anumiți soldați o pot experimenta în timpul războiului. El a adăugat că războiul nu este așa de simplu și imatur cum este redat în diferite shootere. Din această cauză, tema jocului se reflectă pe aspectul moral al războiului. Prin folosirea acestei teme, echipa a sperat să relateze o poveste și o experiență care să se simtă realistă, arătând schimbările mentale a combatanților în timpul și după terminarea unui conflict militar, similar filmelor din anii '70 și '80, precum Plutonul, Platoșa de metal și Apocalipsul acum. Echipa a intenționat și să arate jucătorului că un shooter poate avea o povestea decentă, capabilă de a invoca emoții. Pentru a obține asta, echipa a simplificat cadrul inițial al poveștii, acela de a-l face pe Konrad să fie un „megaloman cu iluzii mesianice”, la un cadru asemănător cu cel din Inima întunericului.
Spec Ops: The Line le dă jucătorilor oportunitatea de a face alegeri. Conform lui Williams, acesta a fost cel mai important concept al jocului încă de la începutul dezvoltării. Jocul nu conține un sistem moral, dar, în schimb, are „momente” și „situații” care le dau jucătorilor o anumită libertate. Anumite alegeri au fost făcute pentru ca jocul să fie mai realist și ca jucătorii să exploreze celelalte opțiuni posibile, și să se gândească la consecințele acestor alegeri. Conform lui Williams, aceste alegeri au fost inspirate din Fallout 3 și se dispută între „ceea ce știe personajul și ceea ce ar putea să facă jucătorul”. Pentru a face alegerile să fie mai realiste și să fie cele care fac diferența în joc, echipa a mers pe premisa de „rău sau mai rău”. Williams a adăugat că, uneori, alegerile pozitive nu sunt practice și chiar nu există în anumite situații din lumea reală. Ei au adăugat intenționat alegeri în timpul secvențelor de luptă pentru a-l face pe jucător să facă o alegere rapidă și să accepte consecințele respectivei alegeri. Conform lui Williams, aceste lucruri sunt inspirate din viața reală, fiecare trebuind să suporte consecințele alegerii făcute. Williams a sperat ca fiecare jucător să aibă sentimente diferite după ce au făcut alegerea, acest lucru indicând că ei au creat o oportunitate pentru jucători să-și examineze propriile emoții interioare, și că ei au furnizat diferite experiențe pentru jucători, neavând o poveste foarte complexă. Valoarea de rejucare a fost luată și ea în considerare atunci când echipa de dezvoltare a proiectat alegerile.
Alegerile morale ale jocului nu au vreo legătură cu mecanicile gameplay-ului, echipa temându-se că ar deconecta jucătorul de la poveste. Ei au adăugat și că fiecare alegere va avea o consecință imprevizibilă, pentru a crea suspans. Williams a adăugat și că ei au încercat să facă violența din joc să pară justificată. În timp ce premisa de bază a jocului este salvarea civililor din Dubai de către o echipă Delta Force, jocul le cere jucătorilor să omoare inamici. Din această cauză, echipa a adăugat mult dialog, pentru a justifica acțiunile violente pe care personajele le fac, astfel creându-se o poveste complexă, cu dramă și puncte culminante.
Tema jocului este eroismul, în care pentru a deveni un erou trebuie să faci mai mult rău decât bine. În timpul dezvoltării, echipa s-a gândit ca la începutul jocului să le ofere jucătorilor oportunitatea de a părăsi Dubaiul. Ideea a fost abandonată, deoarece echipa nu a considerat-o destul de folositoare. Conform lui Williams, sistemul de alegere original era asemănător cu cel din Fable II, în care jucătorul, după ce a ales, nu putea relua alegerea decât dacă începe încă odată jocul. Ideea a fost mai târziu abandonată din cauza structurii de shooter a jocului, dar și datorită faptului că echipa s-a temut că i-ar face pe jucători frustrați, din cauza unui ciclu nesfârșit de a omorî și a muri. Williams a adăugat mai târziu că adăugarea achievement-urilor în joc a fost o greșeală, deoarece perturbă povestea jocului.
Unul dintre obiectivele principale ale poveștii a fost să arate războiul diferit față de cum este arătat în mass-media. Un alt obiectiv a fost acela de a crea întâmplări în care jucătorii să se simtă vinovați pentru că au ucis oamenii dintr-un joc video pentru distracție. Pentru a obține asta, echipa a folosit sfaturile ce apar atunci când jocul de încarcă să devină din ce în ce mai agresive, în timp ce povestea a fost proiectată a fi solicitantă din punct de vedere mor, pentru ca jucătorii să se pună în pielea protagonistului, în special atunci când se fac alegeri ce implică moartea unor civili. Ei au sperat ca jucătorii să fie furioși pe dezvoltatorii jocului, care i-au „forțat” să-i ucidă pe civilii din joc. Echipa de dezvoltare a avut multe dezbateri în legătură cu portretizarea violenței împotriva civililor, mulți considerând-o inutilă și extremă. Cu toate acestea, 2K a aprobat această viziune.
Williams a spus că evenimentele jocului sunt interpretabile. Multe alte teorii și interpretări au fost discutate de echipa de dezvoltare. Ritmul jocului a fost descris ca fiind „deliberat” de către Davis, dar el a adăugat că există și momente în care ritmul încetinește pentru a-i permite jucătorului să afle mai multe despre povestea jocului prin examinarea obiectelor înconjurătoare. Orașul Dubai este plin de graffiti, folosit pentru a le da jucătorilor informații în legătură cu povestea Dubaiului. Graffiti-ul, conform celor de la Yager, a fost proiectat pentru a le da jucătorilor o perspectivă diferită față de cea principală și pentru a face locația mai realistă. Echipa a sperat și să-i facă pe jucători să se simtă pierduți atunci când se joacă. Din această cauză, echipa a adăugat halucinații în joc. Echipa a sperat ca, prin halucinații, povestea să evolueze, iar jucătorii să devină captivați pe parcursul jocului. Aceste halucinații apar câteodată sub forma unui subtext, în care jucătorii nu-și dau seama de acest lucru. Williams a adăugat că folosirea unui subtext este importantă și că „poveștile bune sunt cele care au lucruri ascunse în ele”. Conform lui Williams, jocul își schimbă scenele prin culoarea albă pentru a semnifica halucinațiile avute de Walker.

### Designul general

Un concept al jocului. Orașul Dubai ce apare în joc este distrus de furtuni de nisip, creându-se un mediu post-apocaliptic.

Jocul are loc în Dubai, oraș distrus de furtuni de nisip. Povestea a fost inspirată din propriile experiențe ale lui Davis și Williams cu caniculele, cicloanele tropicale și furtunile de nisip din Louisiana și Lubbock, precum și dintr-o întâmplare în care o armată persană a dispărut într-un deșert din Egipt din cauza unei furtuni de nisip. Cei doi au crezut că forțele haotice din spatele furtunilor de nisip i-ar ajuta să arate cât de fragili sunt oameni, precum și duritatea războiului. Echipa a crezut că trebuie să folosească un cadru „fantastic” din lumea reală, iar Dubaiul a permis jocului să aibă verticalitate și să fie variat. Echipa de dezvoltare a și trimis oameni în Dubai pentru a examina mediul înconjurător de acolo. Pentru a nu folosi cadrul „murdar și maroniu” obișnuit, echipa a adăugat culori jocului, dar și obiecte precum sticla, marmură, aur, și cristale pentru ca locația să fie vie și vibrantă.
Folosirea Dubaiului ca și cadru le-a permis să folosească nisipul ca parte a mecanicilor importante ale jocului. Davis a descris Dubaiul din joc „ca un amestec între elementele din lumea reală și cele fantastice”. Pentru a preveni mecanicile de nisip să devină înșelătoare, echipa a introdus căi multiple pentru ca jucătorii să folosească nisipul ca și armă, precum abilitatea jucătorului de a declanșa nori de nisip prin aruncarea de grenade și cauzarea avalanșelor de nisip prin distrugerea structurilor slabe. În plus, echipa a adăugat câteva secvențe regizate pentru ca nisipul să mențină jocul dinamic. Aceste momente erau decise de valoarea productivă a jocului.
Jocul conține o inteligență artificială avansată, din cauza includerii sistemului de a da comenzi echipei. Adams și Lugo îl vor ajuta pe Walker în luptă și vor reacționa în luptă conform situației, chiar dacă nu vor primi ordine. În plus, ei vor analiza situația și vor decide care este cea mai bună metodă de a învinge inamicii. Sistemul de a da comenzi a fost proiectat pentru a fi accesibil și ușor de folosit, pentru ca jucătorii să nu fie nevoiți să petreacă mult timp îndrumând echipa. Lugo și Adams pot fi răniți grav, iar dacă amândoi mor, jocul se termină. Din această cauză, jucătorul va trebui să-i ajute cât de repede se poate, iar sistemul a fost proiectat să creeze situații tensionate. AI-ul inamicilor este afectat și el de diferiți factori, inclusiv vizibilitatea și auzul.

### Coloana sonoră
Echipa a făcut cercetări pe arme prin consultarea a diferiți experți militari. Echipa a petrecut mult timp la mixajul audio, pentru ca sunetele rezultate să nu intervină în poveste. Pentru a face scenariul să fie mai original, echipa a adăugat mai multă varietate dialogurilor dintre personaje în timpul momentelor de gameplay, și au făcut ca aceste dialoguri să corespundă cu situațiile în care se află personajele. Elia Cmíral a fost angajat să compună coloana sonoră a jocului, iar acesta a descris muzica ca fiind „stranie” și „orientată spre rock”. Pentru a defini caracterul lui Radioman, echipa a adăugat muzică licențiată, folosind melodii precum Nowhere to Run a celor de la Martha and the Vandellas și Glasgow Mega-Snake a lui Mogwai.

### Modul multiplayer
Spec Ops: The Line, cu toate că se concentrează în principal pe modul single-player, conține și componente multiplayer. Yager a fost responsabil doar pentru modul single-player, iar modul multiplayer a fost dezvoltat de Darkside Game Studios. La acest mod, a colaborat și o echipă de la 2K Games, care a dezvoltat anterior modul multiplayer de la BioShock 2.
Tonul modului multiplayer al jocului este complet diferit, mecanicile jocului au fost forțate pentru a funcționa, și a fost o risipă de bani. Nimeni nu îl joacă, și nici măcar nu cred că este parte a produsului final - este un alt joc băgat pe disc, la fel ca și cancerul, amenințând să distrugă cele mai bune lucruri pe care echipa de la Yager le-a creat. 
Conform lui Davis, în timp ce 2K Games a susținut ca Yager să realizeze campania, ei au insistat și ca jocul să aibă componente multiplayer pentru a crește vânzările jocului, o decizie pe care Yager a considerat-o că va strica experiența avută în single-player. Davis a descris proiectul ca o „risipă de bani” și „o clonă ieftină a lui Call of Duty”. Președintele Darkside Game Studios, Hugh Falk, a numit opinia lui Davis „inadecvată”. El a adăugat că Darkside a participat la acest proiect la finalul dezvoltării, iar studioul nu a avut prea mult timp să realizeze modul multiplayer. Davis a declarat mai târziu că nu a vrut să jignească Darkside Game Studios și că este satisfăcut de produsul final după un ciclu de dezvoltare lung și obositor.
Inițial, jocul nu a avut un mod cooperative multiplayer, echipa crezând că ar cauza distrageri atunci când jucătorii se află în nivelele „întunecate” ale jocului, dar și că „nu se potrivește cu povestea jocului”. Cu toate acestea, un mod cooperativ a fost adăugat jocului în august 2012, sub forma unui DLC gratuit, dar acesta nu urmărește povestea campaniei.

## Lansare și marketing
Pe 12 decembrie 2009, un al nouălea joc al seriei a fost anunțat la Premiile Spike. A fost dezvăluit și un trailer ce arăta cadrul și câteva minute de gameplay. O conferință de presă ulterioară a detaliat premisa, alte informații despre joc și o lansare posibilă în 2011. Un site oficial a fost lansat ulterior, iar un nou trailer a fost dezvăluit în noiembrie 2011. Jocul a fost mai târziu amânat pentru primul sau al doilea sfert al lui 2012. Spec Ops: The Line a fost lansat pe 26 iunie 2012 pentru platformele Microsoft Windows, PlayStation 3 și Xbox 360. A fost lansat pe 13 martie 2014 pentru OS X. Această versiune a fost dezvoltată de Digital Tribe Games.
Timp de 18 luni, cât jocul a fost în stadiul de dezvoltare, nu a mai fost dezvăluită nicio știre despre joc. Davis a crezut că anunțarea jocului a fost făcută prea devreme, iar nerăbdarea pentru joc s-a domolit. În această perioadă de timp, au fost realizate chestionare despre ce ar dori jucătorii de la acest joc. Ritmul gameplay-ul a fost prea încet, ceea ce ar fi scăzut competitivitatea jocului cu alte shootere de pe piață, cum ar fi Call of Duty. Din această cauză, echipa a căutat să mărească ritmul jocului.
În plus față de ediția standard a jocului, jucătorii puteau achiziționa o ediție Premium la un preț mai mare. Jucătorii care au precomandat jocul de la anumite magazine puteau să-și upgradeze jocul la ediția Premium fără niciun cost adițional. Ediția Premium le oferă jucătorilor mai multe avantaje în partea multiplayer a jocului, inclusiv mai multe puncte de experiență și acces timpuriu la clasa Officer. O versiune beta a jocului a fost disponibilă pentru platforma Xbox 360 în 2010. Un demo al jocului, ce conținea două capitole de la începutul campaniei, a fost lansat pentru PlayStation 3 și Xbox 360 pe 8 mai 2012.
Conform lui Williams, jocul a fost dificil la capitolul marketing, deoarece echipa nu a dorit să dea prea multe detalii despre povestea jocului și, în același timp, au dorit să încurajeze oamenii să cumpere jocul. El a adăugat că demo-ul creat nu reprezintă jocul final, deoarece jocul final este presupus a fi o experiență diferită. Williams s-a așteptat ca jocul să devină un cult clasic, nu un succes comercial, el considerând jocul ca fiind „captivant” și „cireașa de pe tort” a industriei.

## Recepție
Spec Ops: The Line a fost primit cu reacții pozitive, mulți critici lăudând povestea, tematica, și abordarea violenței într-un joc video, dar au notat că nu a reușit să prezinte o componentă multiplayer prea bună. Conform unora, jocul a fost subapreciat de către mulți critici. Varianta demo, precum și varianta completă a jocului au fost interzise în Emiratele Arabe Unite pentru redarea Dubaiului în ruine.
Gameplay-ul a fost primit cu reacții mixte. Unii critici au crezut că gameplay-ul jocului a fost agreabil și acceptabil conform standardelor moderne, dar majoritatea au spus că mecanicile de gameplay, precum sistemul de cover, nu a fost finisat și are probleme. Unii critici au considerat gameplay-ul ca fiind obișnuit, datorită includerii de elemente tipice shooterelor, precum mitralierele, spunând că asemenea mecanici nu diferențiază jocul de alte shootere, precum Gears of War, iar jocul are o criză de identitate. Unii critici au spus că gameplay-ul deconectează ocazional jucătorul de la poveste, apărând nervii. Inteligența artificială a fost criticată pentru că nu a fost destul de bună pentru a face jocul mai plăcut, cu toate că unii critici au spus că sistemul AI al lui Adams și Lugo a fost bine făcut și nu suferă de probleme tehnice frecvente sau severe, cu toate că cei doi nu pot răspunde întotdeauna la comenzile date de jucători. Unii critici au spus că jocul nu are valoare de rejucare și are nivele de dificultate dezechilibrate.
Grafica jocului a fost lăudată. Brandon Justice de la Electronic Gaming Monthly a spus că el s-a așteptat ca jocul să arate „anost” din cauza cadrului, dar a fost surprins de varietatea de culori ce există în joc. Criticii au spus că Dubaiul, cadrul jocului, a fost excelent și bine realizat, unii critici lăudând dezvoltatorul Yager pentru că a adăugat diferite detalii lumii jocului. Terenul și peisajul a fost lăudate pentru unicitate și pentru că au creat un „decor de bătălie fantastic”. Unii critici au spus că mecanicile de nisip au devenit uneori înșelătoare pentru jucători.
Povestea a fost lăudată de către critici, mulți considerând-o convingătoare, captivantă, consolidată, și matură, spunând că este unul dintre lucrurile care ies în evidență în acest joc. Unii critici au spus că povestea a fost prezentată excelent, vocile fiind bune, personajele fiind memorabile, iar coloana sonoră fiind atmosferică. Mulți critici au crezut că a fost o încercare reușită a celor de la Yager, iar povestea despre greșeli și consecințe și-a întrecut adversarii în privința calității. Unii critici au spus că Yager ar trebui să fie respectat pentru că au expediat un mesaj pentru jucători prin poveste și pentru că au încercat să facă ceva diferit. Mitch Dyer de la IGN a crezut că violența din poveste a fost „cu înțeles”, iar povestea a fost neașteptat de bună. Unii critici au spus că povestea a fost șocantă, și că a făcut ca misiunea infamă „No Russian” din Modern Warfare 2 să pară destul de blândă. Alegerile ce apar în joc au fost lăudate pentru importanța lor. Unii critici au crezut că aceste alegeri s-au potrivit cu tematica, dar au fost provocatoare, îngrijorătoare, și nesatisfăcătoare. Deznodămintele au fost lăudate și ele, cu toate că unii critici au spus că povestea are niște hibe. Unii critici au spus că, emoțional, Spec Ops: The Line nu este un joc plăcut.
Modul multiplayer a fost primit cu reacții mixte. Justice a apreciat sistemul de îmbunătățire, el crezând că încurajează munca în echipă. Dyer a adăugat că modul multiplayer nu este remarcabil sau inspirat, excepție făcând doar modul multiplayer Buried, care a reușit să creeze o experiență tensionată. Însă, mulți critici au crezut că acest mod nu poate fi jucat decât pentru distracție. Arthur Gies de la Polygon a notat că modul multiplayer suferă de probleme tehnice, iar mulți jucători trișează în meciuri.
Criticii au notat că mecanicile jocului—acțiunile disponibile pentru jucător și consecințele acestor acțiuni—se află în contrast cu cele ale altor jocuri FPS și că jocul a folosit intenționat clișee pentru a arăta cât de ridicole sunt acestea în comparație cu un război real. Unii critici au crezut că Spec Ops: The Line nu intenționează ca bătăliile să fie distractive, ci, mai degrabă, să fie o fantezie realistă și dicotomică. Scena cu fosforul alb a fost subiectul a multe dezbateri și a fost descrisă ca „deranjantă”, din cauza unor imagini precum cadavrul unei mame ce își ține copilul în brațe. Williams a răspuns la aceste plângeri, spunând că povestea a intenționat să-i înfurie pe jucători, iar unul dintre deznodăminte îi cere jucătorului doar să pună controlerul jos și să nu se mai joace.

### Vânzări
Jocul a debutat pe locul 3 în clasamentele din Regatul Unit după prima săptămână de la lansare, în spatele lui Lego Batman 2: DC Super Heroes și The Amazing Spider-Man. Spec Ops: The Line a fost un eșec comercial, având vânzări mai mici decât era de așteptat. Vânzările scăzute ale jocului, combinate cu cele ale lui Max Payne 3, au fost mai mici decât vânzările combinate ale L.A. Noire și Duke Nukem Forever. au contribuit la rezultatele financiare dezamăgitoare ale lui Take-Two din anul fiscal 2013.

### Premii
Jocul a fost nominalizat la categoria de „cel mai bun shooter”, iar scena cu fosforul alb a fost nominalizată la categoria „cele mai bune momente din gaming” la Premiile Golden Joystick. La Premiile Inside Gaming din 2012, jocul a fost câștigător la categoria „cea mai bună poveste” și a fost nominalizat la „cea mai bună imagine”. La Premiile IGN Best of 2012, jocul a câștigat premiile pentru „cea mai bună poveste pentru PC” și pentru PS3, primind nominalizări și la categoriile „cea mai bună poveste”, „cel mai bun joc de acțiune pentru PS3”, „cel mai bun shooter pentru Xbox 360” și „cea mai bună poveste pentru Xbox 360”. Jocul a fost nominalizat și la categoria de „cea mai bună poveste” la Premiile DICE.

## Viitor
Conform celor de la Yager Development, 2K nu a discutat niciodată despre dezvoltarea unei continuări în timpul dezvoltării acestui joc. Timo Ullman, președinte la Yager, a declarat că jocul nu a reușit să intre în competiție cu alte shootere și că marketingul pentru un joc precum Spec Ops: The Line este prea mic. Din această cauză, echipa nu se va întoarce la serie. Membrii echipei și-au exprimat dorința de a merge mai departe și de a dezvolta un joc care să aibă un ton mai vesel.